# جبال الأمانوس
جبال الأمانوس سلسلة جبلية تمتد من الشمال إلى الجنوب بموازاة ساحل خليج السويدية وخليج إسكندرون في محافظة حتاي. تصل شمالًا حتى جبال طوروس عند مقاطعة عثمانية وجنوبًا حتى ممر بيلان. وهي سلسلة جبلية عالية ذات طبيعة ساحرة وخضراء جداً وكثيفة الغابات. تعدّ الحد الفاصل الشرقي بين محافظة حتاي وسوريا.